# Кетлін Маккейн-Годфрі
Кетлін Маккейн-Годфрі (англ. Кетлін Маккейн Ґодфрі; 7 травня 1896 — 19 червня 1992) — колишня британська тенісистка.
Найвищу одиночну позицію світового рейтингу — 2 місце досягла 1923, 1924, 1926 року.
Перемагала на турнірах Великого шолома в одиночному, парному та змішаному парному розрядах.

## Фінали турнірів Великого шолома

### Одиночний розряд: 5 (2–3)
| Результат | Рік  | Турнір               | Покриття | Суперниця        | Рахунок       |
| --------- | ---- | -------------------- | -------- | ---------------- | ------------- |
| Поразка   | 1923 | Вімблдонський турнір | Трава    | Сюзанн Ленглен   | 2–6, 2–6      |
| Перемога  | 1924 | Вімблдонський турнір | Трава    | Гелен Віллс      | 4–6, 6–4, 6–4 |
| Поразка   | 1925 | Чемпіонат Франції    | Ґрунт    | Сюзанн Ленглен   | 1–6, 2–6      |
| Поразка   | 1925 | Чемпіонат США        | Трава    | Гелен Віллс      | 6–3, 0–6, 2–6 |
| Перемога  | 1926 | Вімблдонський турнір | Трава    | Лілі де Альварес | 6–2, 4–6, 6–3 |

### Парний розряд: 7 (2–5)
| Результат | Рік  | Турнір               | Покриття | Партнерка              | Суперниці                         | Рахунок        |
| --------- | ---- | -------------------- | -------- | ---------------------- | --------------------------------- | -------------- |
| Поразка   | 1922 | Вімблдонський турнір | Трава    | Марґарет Маккейн Стокс | Сюзанн Ленглен Елізабет Раян      | 0–6, 4–6       |
| Перемога  | 1923 | Чемпіонат США        | Трава    | Філліс Ковелл          | Елінор Ґосс Гейзел Гочкіс-Вайтмен | 2–6, 6–2, 6–1  |
| Поразка   | 1924 | Вімблдонський турнір | Трава    | Філліс Ковелл          | Гейзел Гочкіс-Вайтмен Гелен Віллс | 4–6, 4–6       |
| Поразка   | 1925 | Чемпіонат Франції    | Ґрунт    | Евелін Кол'єр          | Сюзанн Ленглен Жулі Власто        | 1–6, 11–9, 2–6 |
| Поразка   | 1926 | Чемпіонат Франції    | Ґрунт    | Евелін Кол'єр          | Сюзанн Ленглен Жулі Власто        | 1–6, 1–6       |
| Поразка   | 1926 | Вімблдонський турнір | Трава    | Евелін Кол'єр          | Мері Браун Елізабет Раян          | 1–6, 1–6       |
| Перемога  | 1927 | Чемпіонат США        | Трава    | Ермінтруд Гарві        | Джоан Фрай Бетті Натголл          | 6–1, 4–6, 6–4  |

### Мікст: 5 (3–2)
| Результат | Рік  | Турнір               | Покриття | Партнер       | Суперник і суперниця              | Рахунок        |
| --------- | ---- | -------------------- | -------- | ------------- | --------------------------------- | -------------- |
| Поразка   | 1923 | Чемпіонат США        | Трава    | Джон Гоукс    | Молла Маллорі Білл Тілден         | 3–6, 6–2, 8–10 |
| Перемога  | 1924 | Вімблдонський турнір | Трава    | Браян Ґілберт | Дороті Шеферд-Баррон Леслі Годфрі | 6–3, 3–6, 6–3  |
| Перемога  | 1925 | Чемпіонат США        | Трава    | Джон Гоукс    | Ермінтруд Гарві Вінсент Річардс   | 6–2, 6–4       |
| Перемога  | 1926 | Вімблдонський турнір | Трава    | Леслі Годфрі  | Мері Браун Говард Кінсі           | 6–3, 6–4       |
| Поразка   | 1927 | Вімблдонський турнір | Трава    | Леслі Годфрі  | Елізабет Раян Френсіс Гантер      | 6–8, 0–6       |

## Часова шкала виступів на турнірах Великого шолому
| W | Ф | ПФ | ЧФ | #Р | КТ | К# | DNQ | A | NH |

| Турнір               | 1919  | 1920  | 1921  | 1922  | 1923  | 1924  | 1925  | 1926  | 1927  | 1928  | 1929  | 1930  | 1931  | 1932  | 1933  | 1934  | Career SR |
| -------------------- | ----- | ----- | ----- | ----- | ----- | ----- | ----- | ----- | ----- | ----- | ----- | ----- | ----- | ----- | ----- | ----- | --------- |
| Чемпіонат Австралії  | NH    | NH    | NH    |       |       |       |       |       |       |       |       |       |       |       |       |       | 0 / 0     |
| Чемпіонат Франції1   | NH    |       |       | ПФ    | Ф     | NH    | Ф     | ЧФ    |       |       |       |       |       |       |       |       | 0 / 4     |
| Вімблдонський турнір | ЧФ    | 3р    | 2р    | 2р    | Ф     | П     | ПФ    | П     | ЧФ    |       |       |       | 2р    | 2р    | 2р    | 3р    | 2 / 13    |
| Чемпіонат США        |       |       |       |       | ЧФ    |       | Ф     |       | 1р    |       |       |       |       |       |       |       | 0 / 3     |
| SR                   | 0 / 1 | 0 / 1 | 0 / 1 | 0 / 2 | 0 / 3 | 1 / 1 | 0 / 3 | 1 / 2 | 0 / 2 | 0 / 0 | 0 / 0 | 0 / 0 | 0 / 1 | 0 / 1 | 0 / 1 | 0 / 1 | 2 / 20    |